# Torre Bermeja (Benalmádena)
Torre Bermeja és una de les tres torres de guaita situades a la costa del municipi de Benalmàdena, (Màlaga, Espanya). Aquesta torre que domina una gran extensió de platja, deu el seu nom al color vermell de la terra sobre la qual descansa. Torre Quebrada i Torre del Muelle, són les altres dues torres BIC del municipi.

## Situació
Es localitza a l'entrada del Port Esportiu, a 16 quilòmetres a l'oest de Màlaga. Les ordenances de 1497 citen la Torre Bermeja encara que segurament es tracta d'una construcció musulmana del segle XIV.

## Descripció
La torre es construeix amb fàbrica de maçoneria; presenta un diàmetre aproximat de 3,33 metres i una altura de 10 metres. Es cobreix amb volta esfèrica de maó, i en el costat dret es cobreix amb escala per a pujar al terrat. La doble imposta de coronació i el revellí de la base, característics d'aquesta torre, són d'època cristiana.
L'obertura d'ingrés i bona part de la seva maçoneria van sofrir greus danys, arribant a presentar la torre un estat de conservació deficient, per la qual cosa va haver de ser reparada. La torre sofria de vibracions causades pel vent pel que, per a reduir notablement la vibració, compensar l'embranzida ocasionada pel fort vent de la zona i dotar-la de major estabilitat, Pedro de la Noia (el mateix paleta que va reconstruir la Torre Quebrada), va agregar el 1567 un revellí o reforç cònic. Actualment l'estat de conservació vist des del punt de la seva estabilitat és bo. En la cara nord, a uns 7 metres d'altura presenta una finestra estreta, pseudo medieval, a manera de tronera.
Es creu que va ser construïda a la fi del segle xv pels musulmans sobre un promontori rocós a la punta Saltillo. El seu emplaçament estratègic permetia visualitzar la costa de la mar d'Alborán i comunicar-se mitjançant foc i fum amb altres torres i poblacions pròximes davant la presència de naus enemigues enfront de les costes del regne nassarita de Granada.
La seva estança interior roman actualment inaccessible.
Després de la construcció del Port Esportiu de Benalmàdena (inaugurat en 1982) la torre va perdre la posició que tenia enfront de la mar, ja que el recinte portuari es troba enfront d'aquesta, de fet avui es troba en la plaça enjardinada que li dona entrada (molt pròxima al parc submarí Sea Life Benalmàdena).